# Lethe stenopoides
Lethe stenopoides är en fjärilsart som beskrevs av Clayton Dissinger Mell 1942. Lethe stenopoides ingår i släktet Lethe och familjen praktfjärilar. Inga underarter finns listade i Catalogue of Life.